# Посвідчення

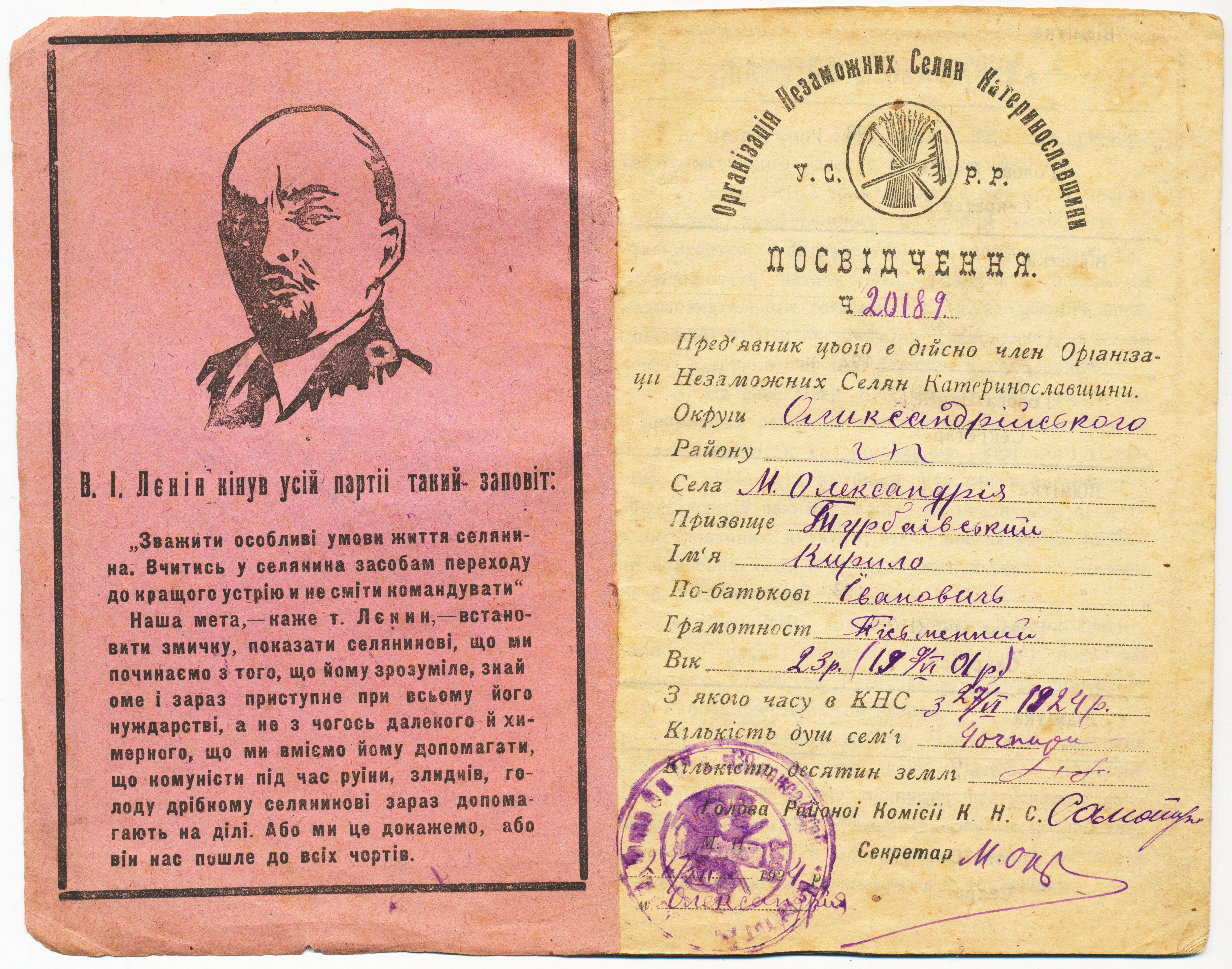
Посвідчення 20189 — членський квиток організації незаможних селян Олександрійського округу Катеринославщини, 1924 рік.

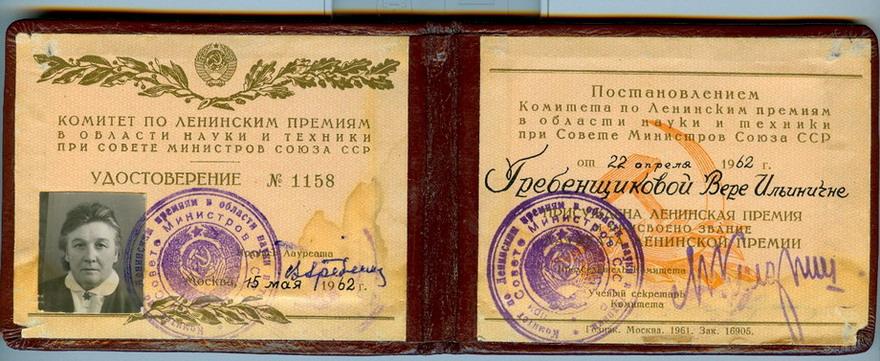
Посвідчення лауреата Ленінської премії, 1962 рік.

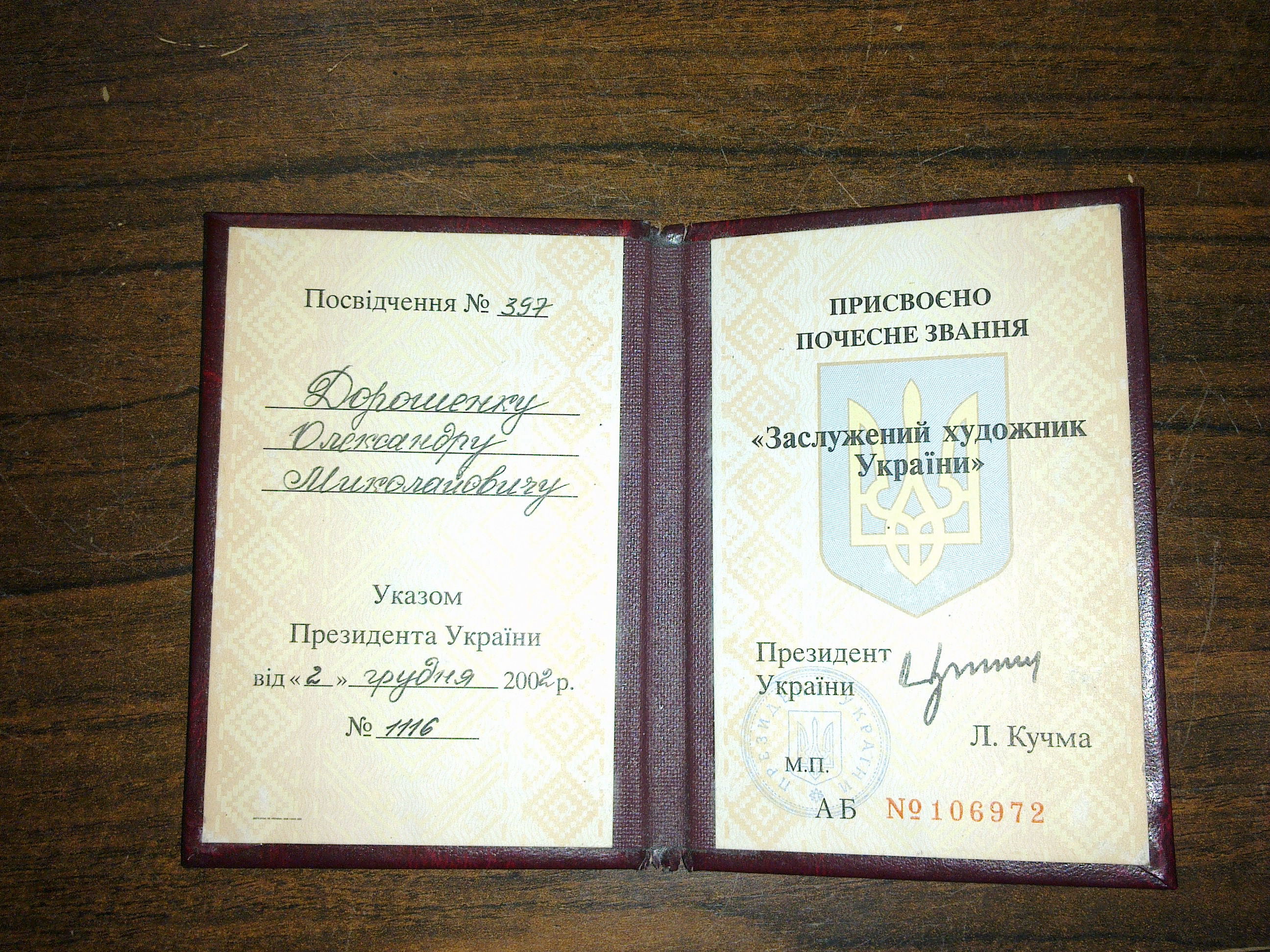
Нагородне посвідчення. 2002 рік.

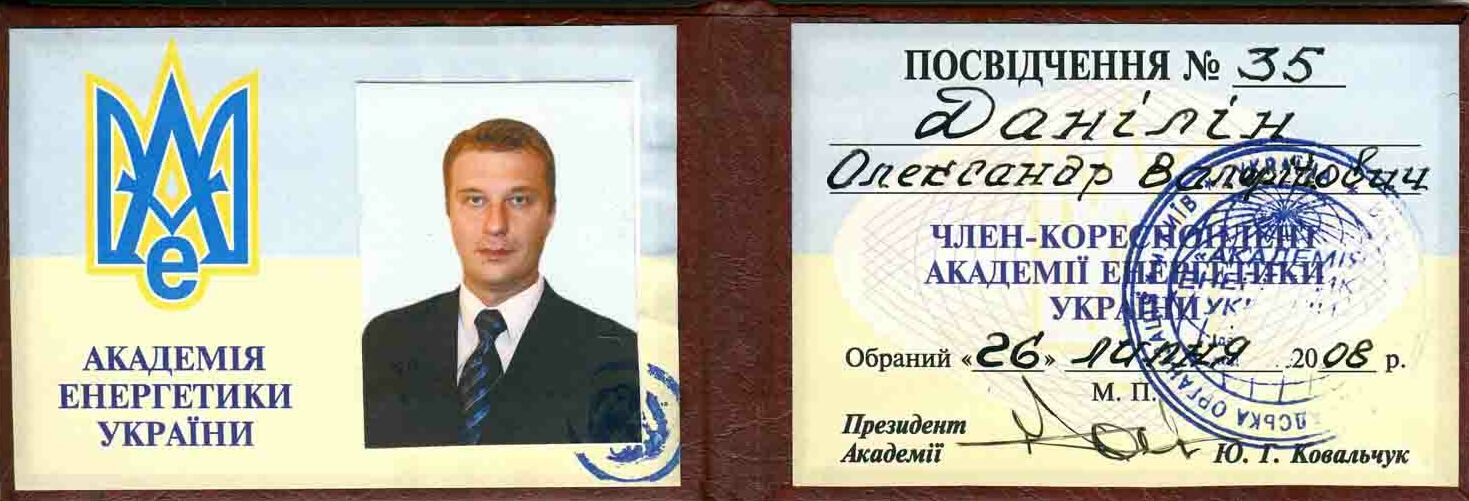
Службове посвідчення. 2008 рік.

Посвідчення є багатозначним терміном.
Посвідчення в українському законодавстві визнається документом, який надається для цілей ідентифікації та надання статусу як фізичним особам, так й фізичним об'єктам.
Посві́дчення — документ, що ідентифікує та підтверджує особу чи певні факти її біографії.
Не варто плутати з посвідченням правочину — нотаріальною дією.
Посвідчення — документ, який засвідчує особу власника і дає його власникові деякі права та обов'язки. Наприклад, водійське посвідчення, посвідчення особи (офіцера, прапорщика й мічмана), пенсійне посвідчення, службове посвідчення працівника.

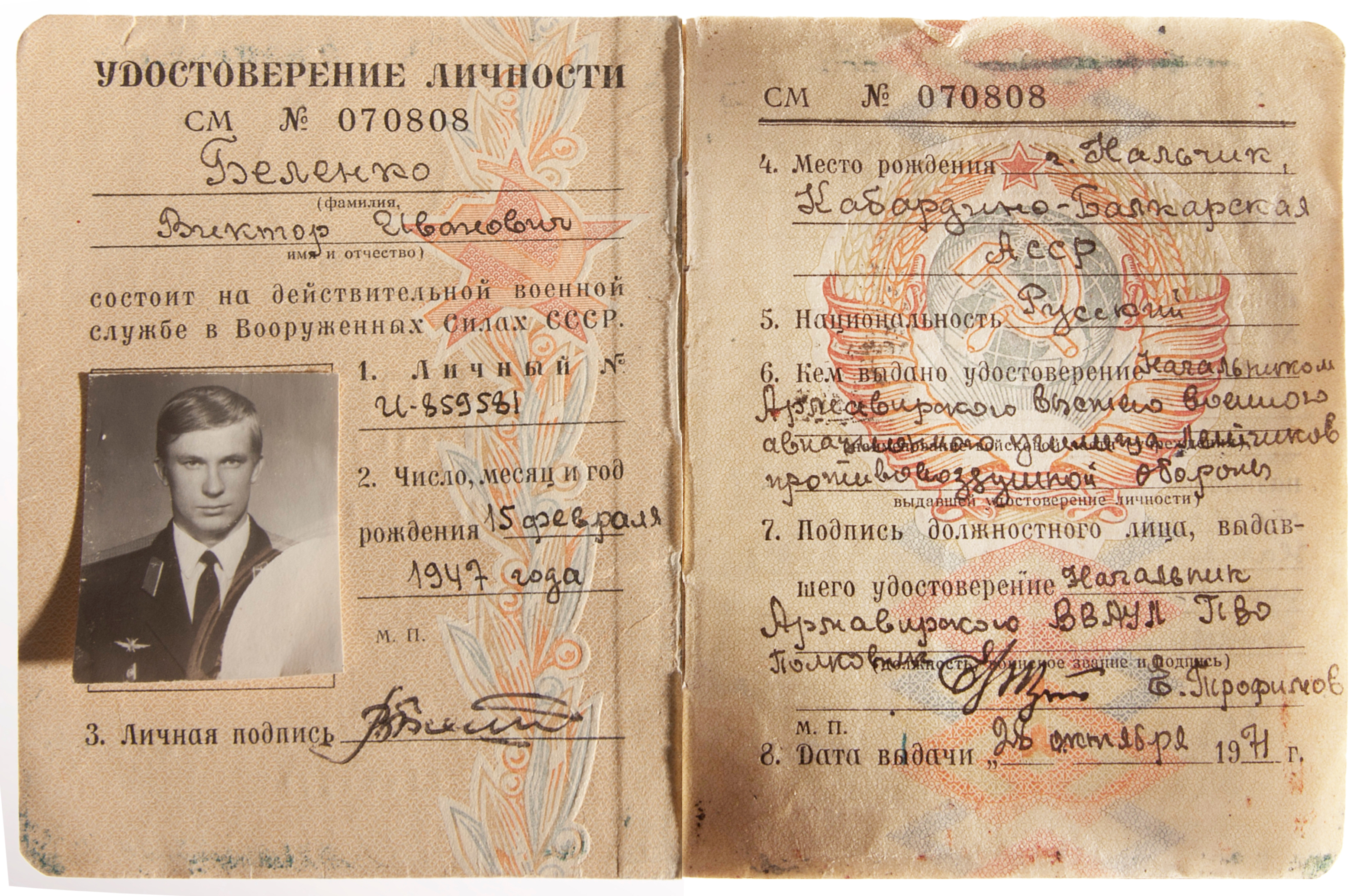
Посвідчення особи офіцера ЗС СРСР, 1971 р.

Як правило, посвідчення містить:
- Реквізити тієї організації, яка його видала,
- Прізвище, ім'я, по батькові особи, якій воно видане,
- Фотографію власника,
- Відомості про права та обов'язки, які надаються власнику.

## Види
В законодавстві України передбачені посвідчення особи для різних цілей (водійські права, службове посвідчення, посвідчення про відрядження, посвідчення особи на повернення в Україну, пільгові посвідчення та ін.)

## Приклади посвідчень стосовно фізичних об'єктів
- Посвідчення про реєстрацію транспортного засобу — документ суворої звітності, що видається митним органом власнику транспортного засобу (уповноваженій особі) для реєстрації цього транспортного засобу на ім'я особи, зазначеної в цьому документі, у реєстраційних органах у встановлений законодавством строк.[1]
- Посвідчення придатності до експлуатації — документ, що засвідчує допуск наземного засобу радіотехнічного забезпечення польотів і авіаційного електрозв'язку до експлуатації та підтверджує відповідність його вимогам нормативної й експлуатаційної документації на цей засіб.[2]
- Реєстраційне посвідчення повітряного судна — документ, який засвідчує реєстрацію повітряного судна у Державному реєстрі цивільних повітряних суден України.[3]
- Реєстраційне посвідчення — документ, що підтверджує державну реєстрацію ветеринарних препаратів, кормових добавок, преміксів і готових кормів та їх застосування у тваринництві. http://zakon3.rada.gov.ua/laws/show/2498-12 [Архівовано 25 вересня 2017 у Wayback Machine.] Закон України «Про ветеринарну медицину» від 25.06.1992 № 2498-XII (Редакція від 05.07.2017)
- Реєстраційне посвідчення — документ, який видається заявнику і є підставою для медичного застосування лікарського засобу в Україні.[4] або «На зареєстрований лікарський засіб заявнику видається посвідчення, в якому зазначається строк дії, протягом якого лікарський засіб дозволяється до застосування в Україні»[5] тощо.